# Trojan's Horse
"Trojan's Horse" es el quinto episodio de la segunda temporada de la serie de televisión de ciencia ficción y suspenso psicológico Severance. Es el episodio número 14 de la serie y fue escrito por Megan Ritchie y dirigido por el productor ejecutivo Sam Donovan. Se estrenó en Apple TV+ el 13 de febrero de 2025
La serie sigue a los empleados de la corporación ficticia Lumon Industries, una empresa que utiliza un programa de "despido" en el que sus recuerdos no laborales se separan de sus recuerdos laborales. En el episodio, Helena regresa a regañadientes al piso cortado, mientras Milchick recibe una evaluación de desempeño. Mientras tanto, los Innies exigen un funeral para el Innie de Irving.
El episodio recibió críticas positivas de los críticos, quienes elogiaron las actuaciones, el desarrollo de los personajes y la escritura.

## Trama
Un hombre (Robby Benson) empuja un carro por los pasillos de Lumon. Llega a O&D para recoger una bandeja de herramientas dentales de Felicia (Claudia Robinson) y Elizabeth (Rachel Addington). Los lleva por la Sala de Exportaciones y entra en el ascensor, bajando
Después de ORTBO, una renuente Helena (Britt Lower) se ve obligada a continuar trabajando en el piso cortado hasta que Mark (Adam Scott) complete el archivo de Cold Harbor. Después de que Milchick (Tramell Tillman) confirma al equipo de MDR que Irving (John Turturro) ha sido despedido permanentemente, Dylan (Zach Cherry) exige un funeral para el Innie de Irving; Milchick cumple. Durante la ceremonia, Dylan se da cuenta de que las últimas palabras de Irving hacia él ("aguanta") hacen referencia a un cartel de la sala de descanso; detrás de él, descubre una tarjeta con instrucciones para llegar al salón de Exportaciones, pero rápidamente vuelve a esconder la tarjeta
Dylan le dice a Helly que la esposa de Mark Outie es Gemma, y Mark, ahora desconfiado de ella, confiesa sus dudas. Milchick se somete a su primera evaluación de desempeño como jefe de departamento, donde el Sr. Drummond (Ólafur Darri Ólafsson) critica duramente sus fallidas reformas de amabilidad y los fallos de la ORTBO, exigiendo que se trate a los Innies "como lo que realmente son". Más tarde, Milchick se enfrenta a Mark y le revela que sabe que él y Helena tuvieron relaciones sexuales durante el retiro. Ricken (Michael Chernus) comienza a trabajar en la edición para Lumon de The You You Are, cargada de propaganda de la compañía, para consternación de Devon
El outie de Irving, mientras hace una llamada desde una cabina telefónica, se da cuenta de que Burt (Christopher Walken) lo está mirando. Burt admite que ha estado siguiendo a Irving desde la Contingencia de Horas Extras y teoriza que estaban involucrados románticamente en el piso cortado. Invita a Irving a cenar al día siguiente con su marido, Fields
Reghabi (Karen Aldridge), que ahora vive con Mark, le informa que Lumon tiene conexiones con la morgue y revela que los restos cremados que posee no son de Gemma. En un destello repentino del suelo cortado, Mark ve a Gemma con vida

## Producción

### Desarrollo
El episodio fue escrito por Megan Ritchie y dirigido por el productor ejecutivo Sam Donovan. Esto marcó el primer crédito como guionista de Ritchie y el segundo crédito como director de Donovan. 

### Escritura
Sobre el papel de Mark en el episodio, Dan Erickson explicó: "Creo que todos estamos de acuerdo en que lo más saludable para Mark sería volver a estar completo. Quiere hacer las paces entre estas diferentes versiones de sí mismo y poder vivir como una persona completa. Pero, cuanto más se acerca a esa catarsis, más peligroso se vuelve para Lumon y, por lo tanto, más peligro corre, porque no quieren que estén completos". 

### Rodaje
Para el funeral de Innie Irving, se ve una sandía basada en la cara de Irving. Según Erickson, la sandía se basa en muchos de los trabajos corporativos que tuvo: "la crema de sandía era un cliché común. Se traía y, a menudo, se trataba de los peores tipos de melón que a nadie le gustan: los verdes que saben como si estuvieras comiendo aire, básicamente". Mientras los escritores discutían ideas para el funeral, Erickson dijo que "queríamos hacerlo en el lenguaje que habíamos usado antes, y yo era vagamente consciente de que las esculturas de melón eran una cosa". 

## Reseñas críticas
"Trojan's Horse" recibió críticas mayoritariamente positivas de los críticos. Saloni Gajjar, de The AV Club, le dio al episodio una "B+" y escribió: "El enfrentamiento con la pérdida está presente en todo el último episodio de Severance. Todos lo experimentan en diferentes grados, pero alguna forma de ello persiste. Es un recordatorio de lo bien que el programa usa un sentimiento universalmente identificable para estudiar a sus personajes y hacer que sus espeluznantes escenarios de ciencia ficción se sientan fundamentados. Sí, momentos emocionantes como el final de la primera temporada, Irving ahogando a Helena o las rebeliones de Helly R. aumentan el impulso. Pero Severance brilla cuando baja el ritmo para hacer reflexionar a sus protagonistas, lo que, para ser justos, sucede con bastante frecuencia. Entonces, 'Trojan's Horse' es un respiro después de las últimas entregas". 
Alan Sepinwall de Rolling Stone escribió: "Así es más o menos como funciona 'Trojan's Horse' en su conjunto. Tiene una tarea muy difícil tanto en el seguimiento de todos los grandes eventos de 'Woe's Hollow' como en estar a la altura del hechizo lanzado por ese episodio. También está intentando hacer malabarismos con las historias internas y externas, por segunda vez en esta temporada, después de que tres de los primeros cuatro episodios se centraran en un solo lado o en el otro. Algunas partes de este funcionan increíblemente bien, mientras que otras se sienten apresuradas".  Ben Travers de IndieWire le dio al episodio una "B+" y escribió: "La actuación hiperconcentrada de Lower aporta mucha convicción por sí sola, asegurando que el giro de la semana pasada se sienta real y completo. Las cosas vuelven a la normalidad... al menos, deberían serlo". 
Erin Qualey de Vulture le dio al episodio una calificación de 4 estrellas de 5 y escribió: "Después de los eventos cargados de emociones de 'Woe's Hollow', 'Trojan's Horse' marca el punto medio de la temporada al devolvernos a los pasillos de Lumon y entregarnos un episodio conmovedor que incluye mucha exposición y preparación para posibles recompensas más adelante en la temporada".  Sean T. Collins de Decider escribió: "Todo el tiempo, Mark escucha fragmentos de Miss Casey contándole sobre la vida de su outie, hasta que finalmente ella aparece ante él, hablándole directamente antes de que vuelva a salir. Ahora Mark, el Mark outie, sabe con certeza que su esposa está viva allí. 'Viva', de todos modos". 
Brady Langman de Esquire escribió: "Este episodio, titulado 'Trojan's Horse', es relativamente tranquilo para los estándares de Severance, pero eso no significa que la serie de Apple TV+ no nos haya dado algunas preguntas más para analizar. Y considerando que el misterioso e importante trabajo de Mark en Cold Harbor está casi terminado (el archivo está completo en un 85 por ciento al final del episodio, para ser exactos), parece que Severance está realmente preparado para darnos respuestas al final de la temporada".  Erik Kain de Forbes escribió: "El pasillo parpadea entre su casa adosada y los pasillos fríos y fluorescentes de Lumon. Entonces allí está ella, mirándolo fijamente, la esposa que él pensó que estaba muerta. La actuación de Adam Scott aquí es realmente sobresaliente, mientras Mark mira fijamente el rostro de su esposa, el rostro de alguien a quien ama pero que claramente es un completo extraño al mismo tiempo. Es desgarrador". 
Jeff Ewing de Collider escribió: "El tema clave de este episodio es la tensión: Helly y Mark están en desacuerdo, Seth Milchick parece estar incómodo con Lumon pero se compromete a ser más duro con el equipo de MDR, y Devon no aprueba la propaganda de Ricken. Por otro lado, Dylan ha descubierto el mapa de Irving para llegar al Exports Hall, Irving ahora tiene una cita para cenar con Burt y su esposo, y la reintegración de Mark le ha dado una visión de la única persona sobre la que ha estado buscando la verdad".  Breeze Riley de Telltale TV le dio al episodio una calificación de 3.5 estrellas de 5 y escribió: "Aunque el episodio no es el más fuerte de la temporada, la tensión es suficiente para evitar que la trama narrativa se desmorone". 